# Бомбардировка (фильм, 2018)
Бомбардировка (кит. упр. 大轰炸, пиньинь Dà Hōngzhà, буквально: «Большая бомбардировка») также известный, как Воздушный удар или Несгибаемый дух — китайский фильм, военная драма о японских авианалетах на китайский город Чунцин во время Второй Мировой войны, вышедший на экраны в 2018 году.
Режиссёром выступил Сяо Фэн, Мел Гибсон исполнил роль художника-постановщика. Роли исполнили такие звезды, как Liu Ye, Брюс Уиллис, Song Seung-heon и William Chan, в фильме также появлялись, как особые гости Николас Се, Фань Бинбин и многие другие.
Съёмки проходили с мая по ноябрь 2015 года в китайском городе Шанхай.

## Сюжет
Действие происходит в 1943 году во время Второй мировой войны. История разворачивается вокруг японской бомбардировки Чунцина, которая началась в 1938 году.

## В ролях

### Основной состав
- Лю Е роли Сюэ Ган Тоу
- Брюс Уиллис[2] роли Джека
- Сон Сын Хеон роли Ань Минсюня / Ань Минхэ
- Уильям Чан в роли Чэн Тина
- Фань Вэй как дядя Цуй
- У Ган, как Чжао Чунь
- Ма Су как Дин Лиан
- Чэ Юнли, как Яогу
- Фэн Юаньчжэн в роли Сюэ Маньгуаня
- Джанин Чанг в роли Цянь Сюэ
- Гэн Лэ, как Цзинь Сян

### Особые появления
- Тенма Сибуя[3] как Сато
- Чжан Фан как Цуй Лю
- Николай Це[2] роли Лэй Тао
- Фан Бингбинг в роли Ye Pei Xuan
- Энтони Роджерс как парень Е Пей Суан
- Чэнь Даомин, начальник городской обороны
- Саймон Ям в качестве командующего ПВО
- Эдриен Броуди[4] роли Стива
- Рэй Луи в роли полковника ВВС
- Лэй Цзя как Ван Цзя
- Ху Бин[5] качестве декана больницы
- Хуан Хайбин в качестве адъютанта Джека
- Румер Уиллис[6] роли Юлии
- Лю Сяоцин в роли мадам Чжан
- Ева Хуан в роли Ду Мэй
- Кенни Би как правительственный чиновник
- Джиро Ван в качестве молодого офицера
- Цао Кефан как Патриот
- Ники Чоу в роли младшего патриота

## Производство
Мел Гибсон был художественным руководителем фильма с бюджетом в 65 миллионов долларов. Съёмки фильма началась в мае 2015 года в Шанхае. Съёмка была завершена в ноябре 2015 года.

## Выпуск
Фильм был приурочен к 70-летию победы союзников во Второй мировой войне. Первоначально планировалось выпустить в прокат 17 августа 2018 года, но релиз был перенесен на 26 октября 2018 года, чтобы выпустить его в один день во всем мире.
В октябре 2018 года было объявлено, что фильм не будет демонстрироваться в кинотеатрах Китая. Ранее телеведущая Цуй Юнюань сообщила, что Фан Бингбинг, одна из приглашенных актрис фильма, была вовлечена в скандал об уклонении от уплаты налогов. Однако в Соединенных Штатах версия для домашнего просмотра вышла в соответствии с графиком.
Версия фильма полностью на английском языке была выпущена для стриминговых сервисов США и на Blu-ray.